# Draculas Sohn

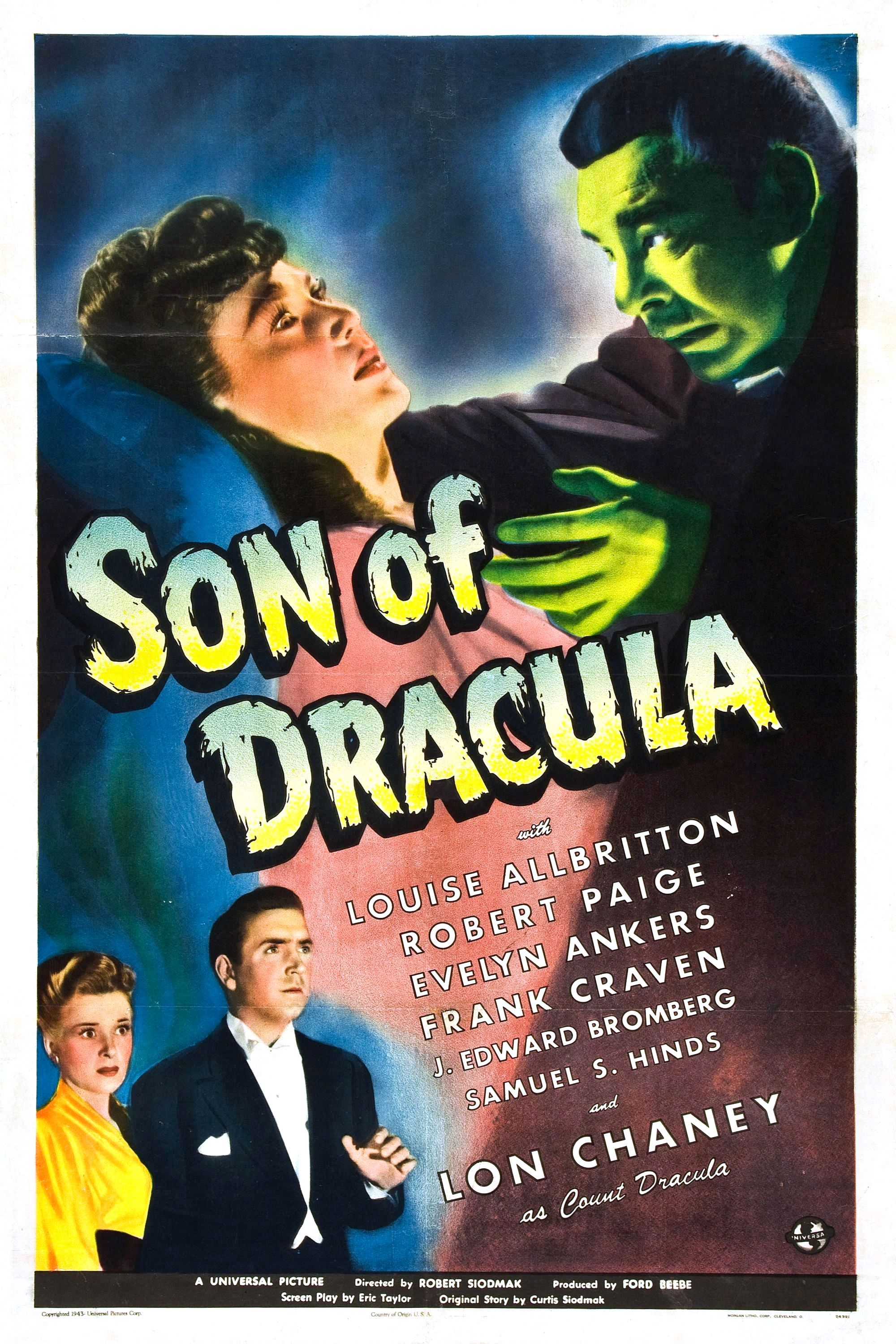
Filmplakat „Draculas Sohn“ auf Englisch

Draculas Sohn (Originaltitel: Son of Dracula) ist ein in Schwarzweiß gedrehter US-amerikanischer Horrorfilm der Universal Studios aus dem Jahr 1943. Der Film ist nach Draculas Tochter (1936) bereits die zweite Fortsetzung von Dracula (1931), hat aber inhaltlich keinen Bezug mehr zu dem Roman von Bram Stoker. Regie führte Robert Siodmak, die Titelrolle übernahm Lon Chaney junior.

## Handlung
Seit sie von ihrer Reise nach Budapest zurückgekehrt ist, hat Katherine Caldwell sehr morbide Interessen an Leben und Sterben und der Möglichkeit, nach dem Tod wieder aufzuerstehen. In Europa hat sie außerdem, sehr zum Verdruss ihres Verlobten Frank, einen geheimnisvollen und faszinierenden Aristokraten namens Alucard kennengelernt und ihn zu sich nach Hause, dem Landgut Dark Oaks, eingeladen.
Kurz nach der Ankunft des charismatischen Grafen beginnen merkwürdige Dinge ihren Lauf zu nehmen. Die alte Madame Zimba, die für Katherine die Zukunft weissagen soll, bricht vor Schreck tot zusammen, als sie einer riesigen Fledermaus begegnet, und Katherines Vater, der betagte Colonel Caldwell, stirbt in derselben Nacht scheinbar an Herzversagen. Doch Dr. Brewster, der Hausarzt der Familie, hat die kleinen Wunden am Hals des Colonels bemerkt und beginnt Nachforschungen anzustellen.
Katherine überrascht inzwischen ihre Schwester Claire mit einem neuen Testament, demzufolge sie das gesamte Vermögen bekommt und nur die Plantage Dark Oaks in den Alleinbesitz von Katherine gehen soll. Außerdem erklärt sie den fassungslosen Anwesenden, dass sie beabsichtigt, ihre Verlobung mit Frank zu lösen und stattdessen Graf Alucard zu heiraten. Frank will das nicht zulassen. Bewaffnet schleicht er sich nachts ins Haus, um Alucard zu erschießen. Die Kugel jedoch durchdringt den Körper des Mannes, ohne ihn zu verletzen. Stattdessen bricht Katherine, die gerade hinter dem Grafen stand, tödlich getroffen zusammen.
In Panik flüchtet Frank zu Dr. Brewster, der sich bereits mit dem Okkultismusexperten Dr. Lazlo beraten hat. Nach Meinung von Dr. Lazlos könnte Alucard ein Nachfahre des Grafen Dracula sein, des berühmten Vampirs, der um die Jahrhundertwende vernichtet wurde. In der nächsten Nacht bekommt Frank Besuch von Katherine, die nun, genau wie Alucard, ein Vampir ist. Sie eröffnet ihm, dass sie Graf Alucard gar nicht liebt und dass sie ihn nur benutzt hat, um Unsterblichkeit zu erlangen, da sie sich schon immer vor dem Tod gefürchtet hat. Sie will das ewige Leben mit Frank teilen, vorher soll er nur Alucard vernichten. Dies gelingt nur, wenn man ihm einen hölzernen Pfahl durch das Herz treibt oder verhindert, dass der Graf vor Sonnenaufgang in seinen Sarg zurückkehrt.
Katherine verrät Frank, wo er den Sarg finden kann; in der stillgelegten Mine auf dem Grundstück hinter Dark Oaks. Als Alucard in die Mine tritt entdeckt er Frank, der seine Ruhestätte in Brand gesteckt hat. Verzweifelt versucht der Graf, das Feuer zu löschen, doch die Sonne geht bereits auf und in den Strahlen der zum Minenschacht herein scheinenden Sonne löst er sich auf. Nur sein Skelett und sein Siegelring bleiben zurück.
Als die Doktoren Brewster und Lazlo zusammen mit dem Sheriff eintreffen, hat Frank Katherine bereits einen Pfahl durch das Herz getrieben und Dark Oaks niedergebrannt, denn die Frau, die er liebte, war in dem Moment gestorben, als sie zum Vampir wurde.

## Hintergrund
Draculas Sohn war Robert Siodmaks erster Film für die Filmproduktionsgesellschaft Universal, bei der er bis Abgeschoben (1950) unter Vertrag blieb. Sein Einstiegsgehalt bei Draculas Sohn betrug 125 US-Dollar pro Woche. Siodmak, der sich anfangs gegen den Stoff sträubte, drehte den Film in nur 16 Tagen.
Die Dreharbeiten wurden am 4. Februar 1943 abgeschlossen. Draculas Sohn startete am 5. November 1943 in den USA. Der Film lief in Deutschland nicht in den Kinos, sondern wurde erstmals 2004 auf DVD als Teil der „Monster Legacy DVD Collection“ veröffentlicht.